# Réservoir de Bourchtyn
Le réservoir de Bourchtyn est un lac artificiel d'Ukraine situé dans l'oblast d'Ivano-Frankivsk et qui sert à la centrale thermique de Bourchtyn.

## Géographie
Il se trouve sur la rivière Hnyla Lypa en aval de Bourchtyn, a 7,5 km de longueur par 2,5 km de largeur, il a pour volume[style à revoir] 500 m3 français[Quoi ?], ou 500 millions de métres-cubes ukrainiens/internationaux (elle couvre 12,6 km2 quand même). Cela dit, le mètre cube français équivaut à un million de mètres cubes du système international.

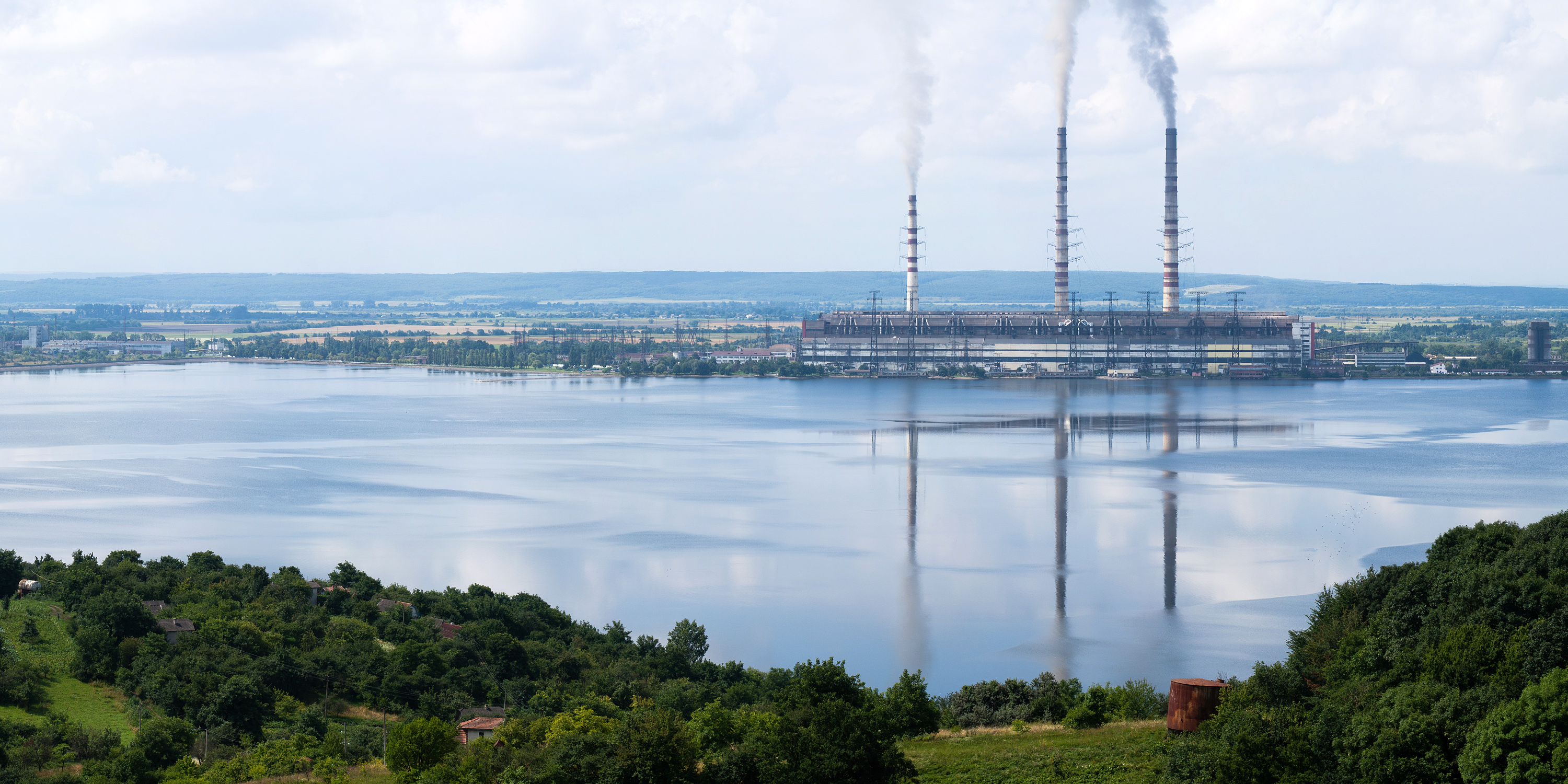
L'île de Bourchtyn et la centrale thermique.

## Protection
C'est un site RAmsar et WDPA.